# Марконато, Денис
Денис Марконато (итал. Denis Marconato; род. 29 июля 1975 года, Тревизо) — итальянский баскетболист, игравший на позиции центрового. 
Двукратный обладатель Кубка Сапорты (1994/95 и 1998/99) с клубом «Бенеттон» (Тревизо), обладатель Кубка Испании с клубом «Барселона», неоднократный победитель серии A и обладатель Кубка и Суперкубка Италии в составе различных команд. Завершил карьеру в 2016 году в возрасте 41 года. 13 июня 2017 года после сезона, проведённого в техническом штабе молодёжных команд «Бенеттона», официально ушёл из профессионального спорта.
Провёл 195 матчей в составе сборной Италии в период с 1996 по 2007 год. В её составе — серебряный призёр Олимпийских игр 2004, победитель (1999), серебряный (1997) и бронзовый призёр (2003) чемпионатов Европы.